# Hain-teny
Genre littéraire en usage à Madagascar, en particulier chez les Merina. Les hain-teny ou hainteny (propos élaborés ?) se présentent habituellement sous forme de poème court où on part de généralités anodines pour ensuite en arriver subitement au sujet proprement dit selon un mécanisme d'association subtile appréciée des connaisseurs. Le sujet en question est presque toujours en rapport avec la quête amoureuse. On a rapproché les hain-teny des pantun malais, ce qui permet d'en déduire qu'il s'agit d'un vieux procédé littéraire malayo-polynésien, introduit à Madagascar par les premiers émigrants originaires d'Indonésie.
Selon Jean-Louis Joubert dans son essai La poésie, le hain-teny est une ancienne tradition malgache, il s'agit d'une ancienne forme de poésie qui permet de régler les querelles par le recours au combat des mots.